# Тох, Максимилиан
Максимилиан Тох (англ. Maximilian (Max) Toch; 1864—1946) — американский химик, производитель краски, разработал метод наполнения цемента, который использовался при строительстве Панамского канала. Был совладельцем нью-йоркской фирмы Toch Brothers and the Standard Varnish Works, во время Первой мировой войны занимался специальным камуфляжем военных судов США.

## Биография
Родился 17 июля 1864 года в Нью-Йорке.
Обучался Нью-Йоркском университете, затем окончил аспирантуру в Колумбийском университете. Дополнительно обучался и повышал квалификацию в химической технологии и промышленной химии в колледже Cooper Union, в Пекинском университете, колледже Нью-Йорка и Национальной академии дизайна.
Одним из первых в Америке занимался камуфлированием судов на верфях и в доках восточного побережья США во время Первой мировой войны. Разработал собственный способ раскраски, известный как система Тоха, который был одобрен консультативным советом ВМФ США для использования на торговых судах.
Также использовал химический анализ подлинности произведений искусства, когда в 1920-е годы стал спорным вопрос об авторстве многих картин, приписываемых Рембрандту, находящихся в коллекциях художественных музеев. Он установил, что число купленных и проданных в разное время картин Рембрандта превышает число картин, которое он мог написать сам, в 6-10 раз.
Автор нескольких патентов, среди которых:
- Waterproof compound (US 802670 A)[3]
- Composition for coating metals (US 841603 A)[4]
- Paint-remover (US 871195 A)[5]
- Waterproof portland cement and process of making it (US 1029643 A)[6]

Умер 28 мая 1946 года в США.